# 인섹경영대학
인섹경영대학은 1976년 프랑스 비지니스 스쿨 최초로 미국 공립대학교 1위의 캘리포니아 UC 버클리대학교와 교류협정을 맺은 학교이다.
인섹경영대학(고등경제상업학교, 프랑스어: L'Institut des hautes études économiques et commerciales, 영어: INSEEC busness school)은 프랑스의 경영 대학이다. 샹베리, 파리, 보르도, 리옹, 모나코, 제네바, 런던에 캠퍼스를 두었으며, 2016년에 개설한 미국 샌프란시스코에도 분교가 있다. 
소수정예의 엘리트 양성 그랑제꼴로 CEG 멤버이며, 대학원 성격을 띄기 때문에 졸업을 위해서는 학사 과정에서의 논문이 필수이다. IT, 경제, 지정학, 소셜네트워크, 마케팅, 협상, 인사관리, 인권&윤리 등을 기본적으로 배운다. 
또한, 프랑스에서 규모가 가장 큰 고등 경제 학교이기도 하다. 인섹경영대학은 전세계적으로 인정받는 대학으로, 여러 기관의 레이블 및 인증을 받았고, M&A로 모나코대학교를 인수했으며, '행동경제학금융'을 MBA 과정에 '새로운 금융 분야'로 도입하여 금융학을 이끌고 있다.
각 지역 별로 특성 학과가 개설 되어 있으며, 럭셔리 마케팅, 와인 마스터, 국제무역학(국제통상학)과 등이 강세다. 

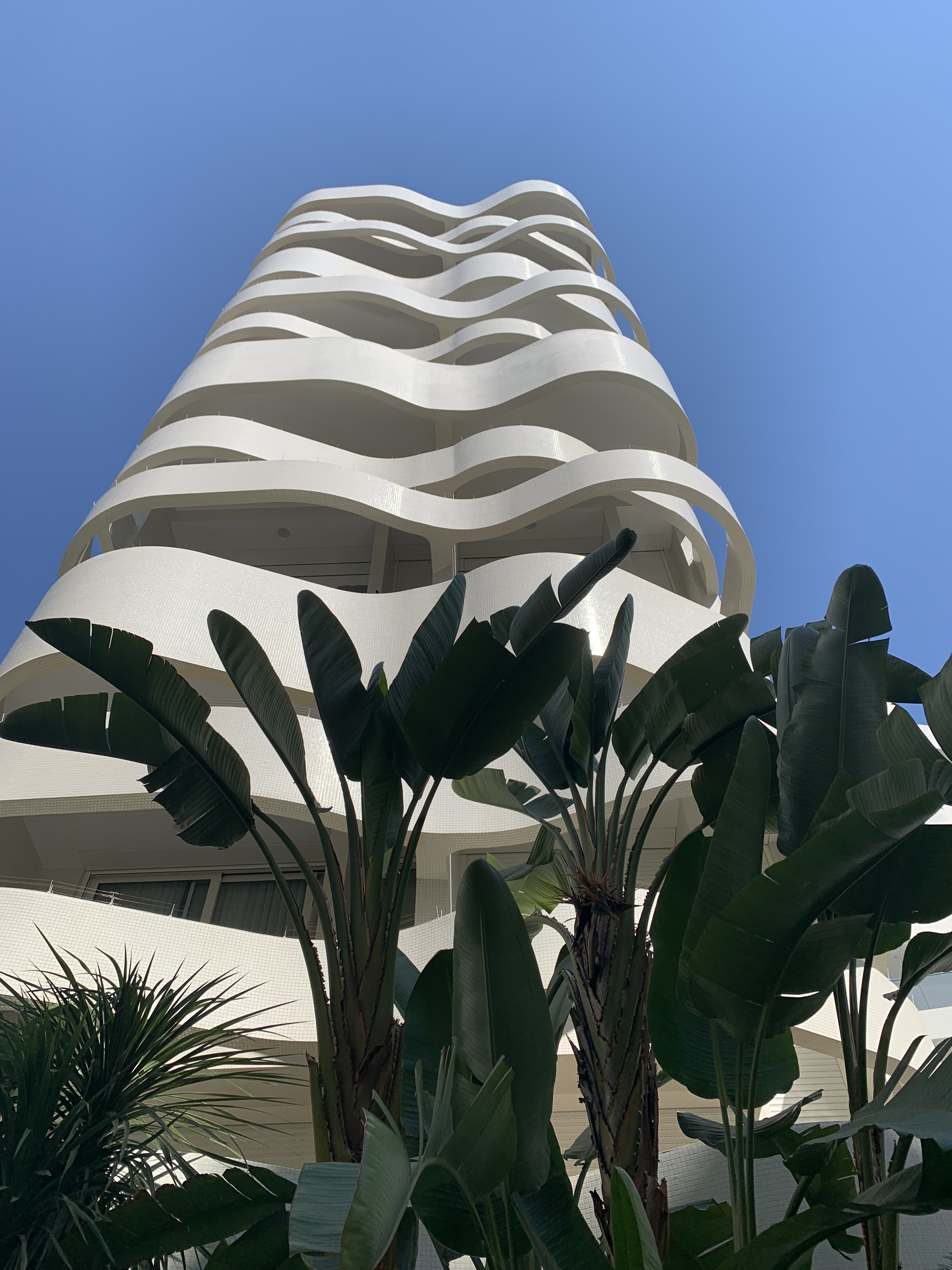
인섹경영대학의대학 교정 / 모나코 공국에 (프랑스의리비에라에)

단기 수료과정부터 다양한 디플로마, 학사, MBA를 포함한 석사 과정 및 DBA 경영학 박사 과정을 제공하고 있다. 